# Rajiv
Rajiv (Hindi: राजीव, Rājīv; anglisierend auch: Rajeev) ist ein populärer, männlicher, indischer Name.

## Herkunft und Bedeutung
Das Wort stammt aus dem Sanskrit und bedeutet „gestreift“. Es wird im Zusammenhang mit den Augen von
Rama im Ramayana verwendet – dieser wird dort als „Rajiv Lochan“ bezeichnet, also als derjenige, welcher Augen so schön wie ein Lotus besitzt.
In den jüngeren indoarischen Sprachen (mit Ausnahme des Kannadas) steht er für die „Lotusblume“.

## Verbreitung
In Deutschland kommt der Name seit 2010 in der Namensgebung vor. Er gilt aber als selten. Den Namen tragen in der Schweiz 39 Personen (Stand 2023). In Österreich wurde der Name Rajiv zwischen 1984 und 2023 nur im Jahr 1991 vergeben, und zwar direkt zwei Mal. Der Name wird in den Niederlanden seit Ende der 1960er Jahre regelmäßig vergeben, aber in einem geringen Umfang. Rajiv war in England von 1996 bis kurz nach der Jahrtausendwende jedes Jahr in den Vornamenscharts zu finden, seitdem wird er nur noch selten gewählt. Seine Vergabe ist auch in Frankreich, Schottland und Nordirland nachgewiesen.
In den USA befindet sich der Name seit Anfang der 1960er Jahre in den Hitlisten und wurde bis zu den 2010er Jahren fast alljährlich bei der Namenswahl berücksichtigt. Seitdem findet seine Vergabe nur noch sporadisch statt. Von 1930 bis 2023 wurden etwa 820 Jungen so genannt. In Kanada wurde Rajiv in den 1980er Jahren regelmäßig vergeben, danach nur noch hin und wieder.

## Bekannte Namensträger

### Vorname
- Rajeev Bagga (* 1967), indischer Badmintonspieler
- Rajiv Gandhi (1944–1991), ehemaliger Premierminister von Indien
- Rajiv Jain (* 1964), indischer Kameramann
- Rajiv Kapoor (* 1962), indischer Schauspieler und Sohn von Raj Kapoor
- Rajiv Malhotra (* 1950), indischer Autor
- Rajiv Ouseph (* 1986), englischer Badmintonspieler
- Rajiv Shah (* 1973), US-amerikanischer Mediziner und Beamter

### Familienname
- Arokia Rajiv (* 1991), indischer Sprinter